# Littlerock (Washington)
Pour les articles homonymes, voir Littlerock.
Littlerock est une communauté non incorporée du Comté de Thurston dans l'état de Washington.

## Description
Elle est située à 18 km au sud-ouest d'Olympia.
Un bureau de poste y est en service depuis 1879.